# Вах, Карл Вильгельм
Карл Вильгельм Вах (нем. Karl Wilhelm Wach; 1787—1845) — немецкий художник и педагог.

## Биография
Родился 11 сентября 1787 года в Берлине.
Изучал искусство в Берлинской академии художеств, был учеником немецкого художника Карла Кречмара. В возрасте 20 лет Карлу уже было поручено расписать алтарь церкви города Парец произведением «Christ with four Apostles». Затем последовали его другие известные произведения.
После военной службы в прусской армии в 1813—1815 годах, Вах обосновался в Париже. Здесь он познакомился с другим немецким художником — Вильгельмом Гензелем, вместе с которым они обучались у Антуана Гро и Жака-Луи Давида. В 1817 году Вах совершил ознакомительную поездку в Италию, где изучал искусство художников Кватроченто. Два года спустя Вах вернулся в Берлин и стал работать как свободный художник. Его первым крупным произведением стала картина для Берлинского драматического театра.
Прусский король Фридрих Вильгельм III предоставил Карлу Ваху помещение, которое он обустроил для своей студии. Благодаря таланту художника и его многочисленных учеников, эта студия вскоре превратилась в школу. К 1837 году там обучалось около 70 студентов, почти все из которых стали известными художниками, среди них Август Альборн, Константин Кретиус. Деятельность Ваха в качестве преподавателя на сказалась на его творчестве. Он был удостоен звания профессора и назначен в 1820 году членом Берлинской академии искусств. В честь своего 40-летия Вах был официально назначен королевским живописцем. В 1826 году стал членом элитного общества Gesetzlose Gesellschaft zu Berlin. В 1840 году он был назначен заместителем директора Прусской академии искусств и занимал эту должность до конца своей жизни.
Умер 24 ноября 1845 года в Берлине. Был похоронен на кладбище Friedrichswerderscher Friedhof берлинского района Кройцберг. Позже рядом с ним была похоронена его сестра — Генриетта Паальцов, немецкая писательница. До настоящего времени семейное захоронение на сохранилось.

Некоторые работы
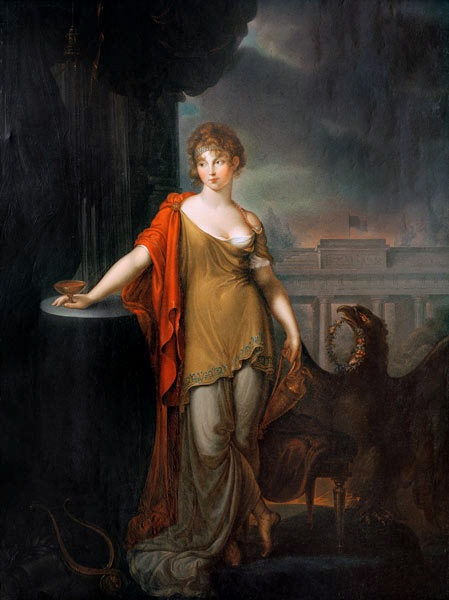
Луиза (королева Пруссии)
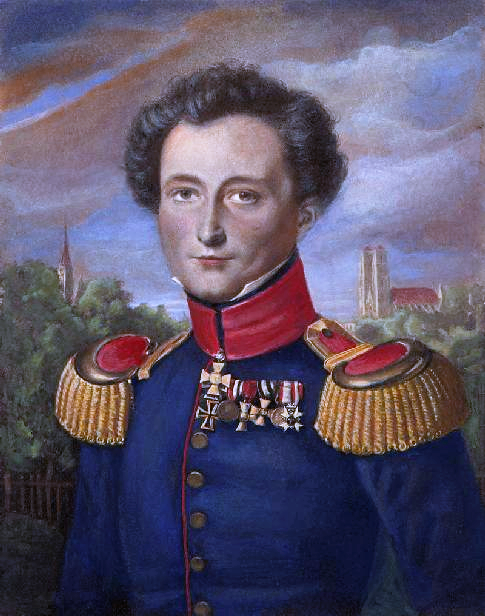
Клаузевиц, Карл фон
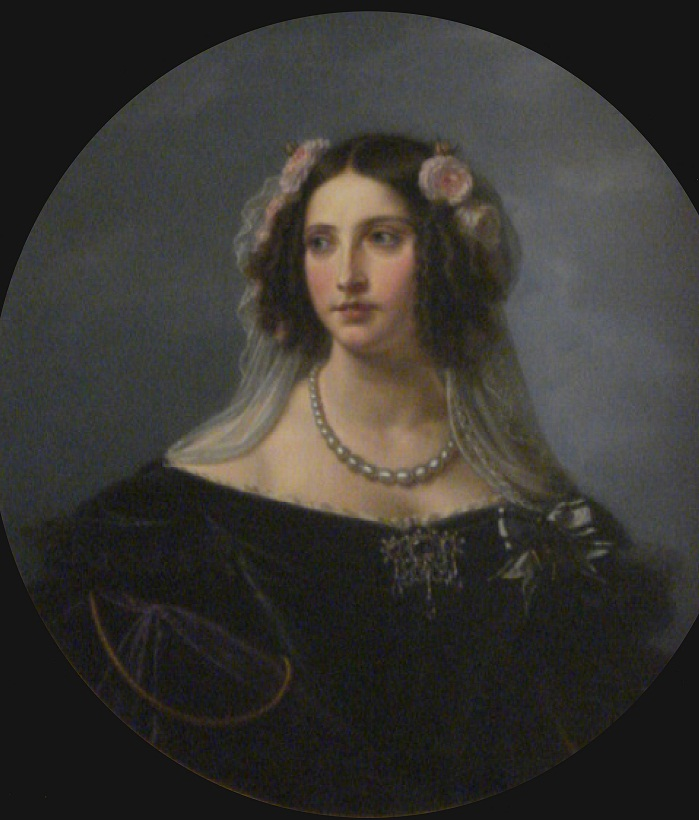
Елизавета Людовика Баварская